# هیچکی بابا نمیشه
هیچکی بابا نمیشه فیلمی به کارگردانی داریوش کوشان و نویسندگی اسماعیل کوشان محصول سال ۱۳۵۴ است.

## خلاصه داستان
علي با مرد متمولي به نام دارا آشنا مي شود و به عنوان فردي امين در كارخانه ي او به كار مي پردازد. علي به تدريج شيفته ي شيرين دختر دارا، مي شود؛ اما پرويز ، مباشر دارا، كه خود را به شيرين علاقمند نشان مي دهد و در صدد تصاحب ثروت دارا است، دارا را نسبت به علي بدگمان مي كند و با طرح نقشه اي موجب مي شود كه علي از كارخانه اخراج شود. پرويز، دارا را به قتل مي رساند و با صحنه سازي علي را متهم به قتل مي كند. علي محاكمه و محكوم مي شود، و شيرين، كه از علي باردار است، به ناچار، با پرويز ازدواج مي كند. چند سال بعد علي از زندان آزاد و با پسرش مواجه مي شود. پرويز، كه كماكان شيرين و علي را سد راه خود مي بيند، تصميم مي گيرد آن دو را از سر راه خود بردارد. سرانجام علي ثابت مي كند كه پرويز قاتل است و او را به دست مأموران پليس مي سپارد، و خود با شيرين و فرزندش زندگي تازه اي را آغاز مي كند

## بازیگران
- منوچهر وثوق
- هاله
- عبداله بوتیمار
- شهرام ثمینی پور
- نادیا
- روح‌اله مفیدی
- محسن مهدوی
- حسن رضایی
- فخری پازوکی